# Nicolas Adolphe de Galhau

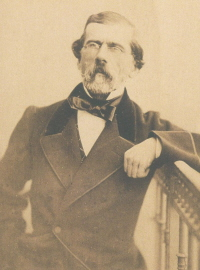
Nicolas Adolphe de Galhau

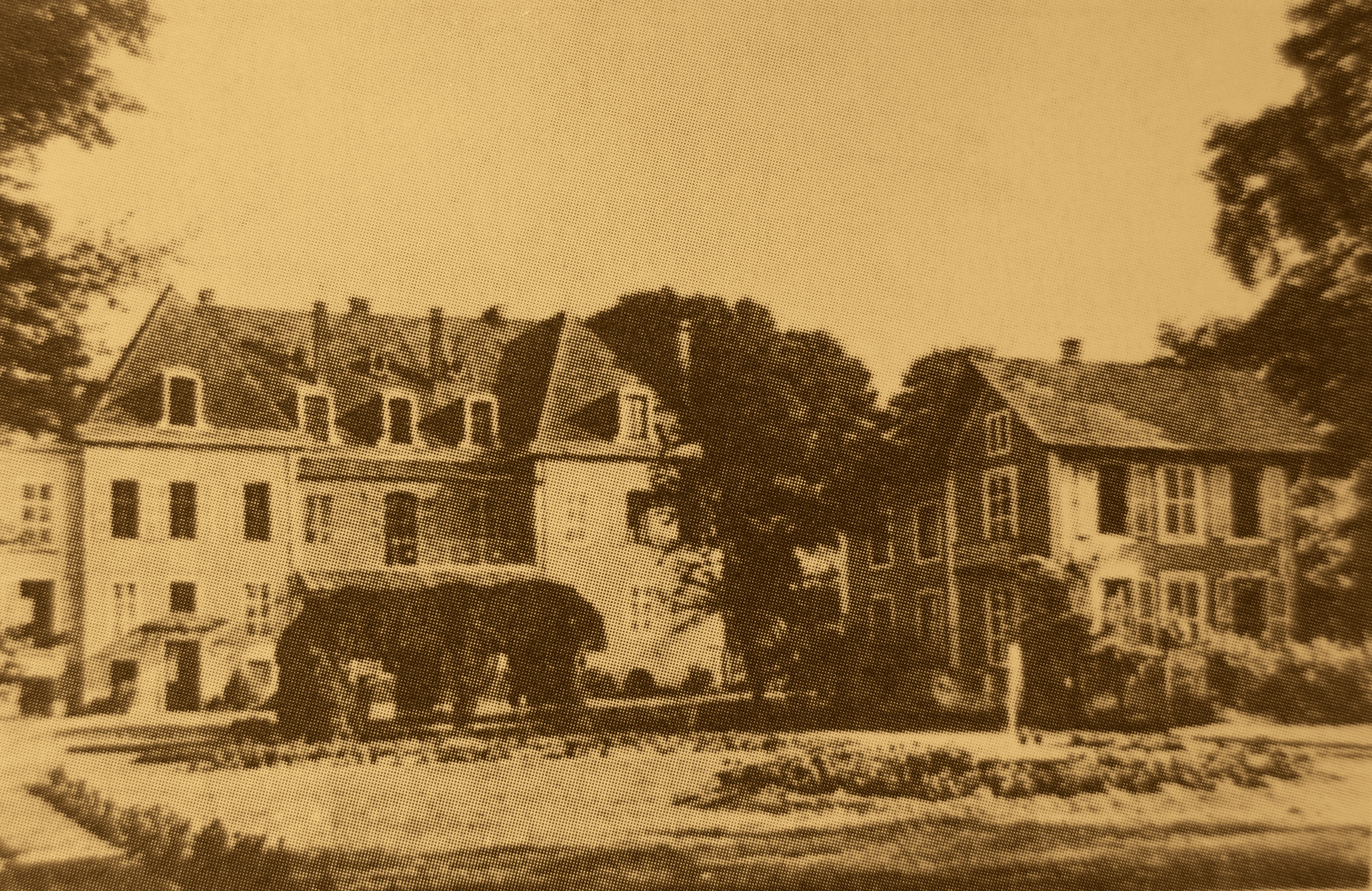
Das von Galhau errichtete Schloss in Wallerfangen, 1944 zerstört

Nicolas Adolphe de Galhau (* 6. Februar 1814 in Wallerfangen; † 23. November 1889 ebenda) war ein deutscher Unternehmer und Politiker.

## Leben
Galhau wurde 1814 als Sohn von Henri Fulbert de Galhau und dessen Frau Sophie Villeroy geboren. 1862 übernahm Galhau das elterliche Gut in Wallerfangen und baute es in den folgenden Jahren aus: Die alten Gebäude wurden abgerissen und ein Landschloss errichtet, das in einem Park im englischen Stil liegt (heute Schloss von Papen). 1847 und 1848 war er Mitglied des Ersten bzw. Zweiten Vereinigten preußischen Landtages. Von 1851 bis 1889 war Galhau Bürgermeister von Wallerfangen. In dieser Zeit kümmerte er sich insbesondere um die städtebaulichen Erweiterung: Auf einem später nach ihm benannten familieneigenen Gelände, der Adolphshöhe, errichtete er ein Rathaus und drei Schulgebäude. 1861 bis 1863 war Galhau Mitglied des Preußischen Abgeordnetenhauses. 1871 wurde Galhau Mitbegründer der Diekircher Actien-Bierbrauerei. Vom 1. bis 27. Mai 1881 war Galhau kommissarischer Landrat von Saarlouis.
De Galhau starb am 23. November 1889 und wurde drei Tage später in der Familiengruft bestattet.

## Familie

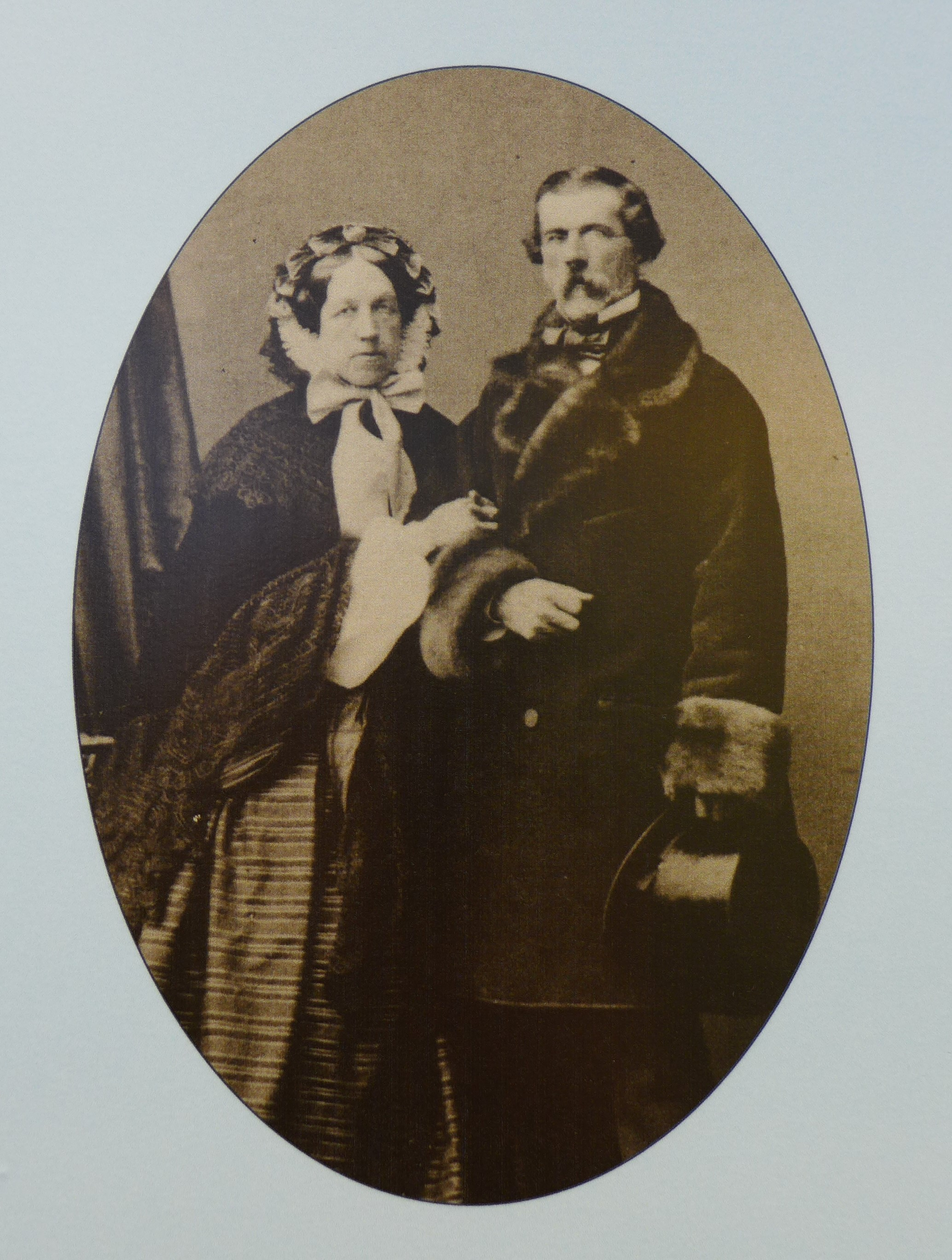
Eheleute Nicolas Adolphe de Galhau (1814–1889) und Sophie Leonie Elisabeth de Galhau (geb. Villeroy, 1821–1885), um 1870 (Heimatmuseum Wallerfangen)

De Galhau war seit dem 22. April 1840 mit seiner Cousine Sophie Leonie Elisabeth Villeroy (1821–1885) verheiratet. Sie war – wie er – ein Enkelkind von Nicolas Villeroy (1759–1843), welcher die an seinem Geburtsort ansässige Steingutfabrik gegründet hatte und seit 1836 mit Jean-François Boch die Villeroy & Boch Keramische Werke leitete. Das Paar blieb kinderlos. Deshalb vererbte de Galhau seine Güter, das Schloss Galhau sowie den 1824 von seinem Vater erworbenen Linslerhof, den Nachkommen der Familie Villeroy und der Familie von Boch unter der Maßgabe, den Namen Galhau zukünftig im Namen zu führen. Ab 1907 erhielten daher seine Neffen René von Boch-Galhau (Sohn der Oktavie Villeroy) und Emmanuel Villeroy de Galhau die Genehmigung, den Doppelnamen zu führen.

## Soziales Engagement
Am 7. Juni 1857 gründete de Galhau die Sophienstiftung als soziale Stiftung und benannte sie nach seiner Frau. Zwischen 1883 und 1885 erbaute er mit der Stiftung das St. Nikolaus-Hospital in Wallerfangen. Heute betreibt die Stiftung ein Altenheim, ein Kinderheim, eine Fachklinik für Geriatrie und eine Fachklinik für Psychiatrie und Psychotherapie.

## Ehrungen
- 1850: Ehrenbürger der Gemeinde Wallerfangen
- 1880: Ehrenbürger von Saarlouis
- in Wallerfangen tragen die Adolphshöhe und die Von-Galhau-Straße seinen Namen, im Eingangsbereich des ehemaligen Bürgermeisteramts (heute: Gebäude der Grundschule) steht eine Porträtbüste von ihm